# Willie Klutse
William „Willie“ Klutse ist ein ehemaliger ghanaischer Fußballspieler und heute Technischer Direktor des Inter Allies FC.

## Leben und Karriere
Auf Vereinsebene war Klutse 1978 und 1980 für das Werksteam Dumas Boys of Ghana Textile Printing aus Tema aktiv. Bei der Afrikameisterschaft 1978 gewann der Angreifer mit der ghanaischen Nationalmannschaft den Titel und kam dort in der Vorrunde in den Partien gegen Nigeria, bei der er den Treffer zum 1:1-Endstand markierte, und Obervolta zum Einsatz. Für den Titelverteidiger stand Klutse auch bei der Afrikameisterschaft zwei Jahre später gegen Algerien und Guinea auf dem Platz, in letzterer Begegnung erzielte er den 1:0-Siegtreffer. Über die vier Einsätze und zwei Treffer für die „Black Stars“ bei Afrikameisterschaften hinausgehende Einsatzdaten sind nicht bekannt.
Seit spätestens 2013 zeichnet Klutse als Technischer Direktor des Vereins Inter Allies FC verantwortlich.